# .my
.my — национальный домен верхнего уровня для Малайзии. Введён в 1987 году. Основной регистратор — Malaysia Network Information Centre. Соответствующий IDN-домен — .مليسيا (xn--mgbx4cd0ab).

## История
До 27 марта 2008 года в малайзийском домене .my были возможны регистрации имён только третьего уровня в семи доменах второго уровня
1. com.my,
2. edu.my,
3. gov.my,
4. mil.my
5. name.my,
6. net.my,
7. org.my.